# Нижній Калгукан 1-й
Нижній Калгука́н 1-й (рос. Нижний Калгукан 1-й) — село у складі Калганського району Забайкальського краю, Росія. Входить до складу Нижньо-Калгуканського сільського поселення.

## Історія
Село Нижній Калгукан 1-й утворено 2013 року шляхом виділення зі складу села Нижній Калгукан.